# Хакон IV Старый
Хакон IV Старый (Хокон Хоконссон; норв. Håkon Håkonsson; 1204—16 декабря 1263) — король (конунг) Норвегии с 1217 по 1263 год, незаконнорождённый сын короля Хакона III Сверрессона, представитель династии Хорфагеров.

## Биография

### До начала правления
Посмертный сын короля Хакона III Норвежского от некой Инги из Вартейга (ок. 1185—1234), Хакон с юных лет оказался в центре противостояния соперничавших дворянских партий. Несмотря на то, что часть норвежских феодалов признала его королевское происхождение, другая группа дворян отказалась считать его наследником Хакона III. Хакон был вынужден бежать в Тронхейм, где был взят под опеку королём Инге II. После смерти Инге в 1217 году он был провозглашён королём Норвегии, однако его права на престол долгое время оспаривались (в частности, официальное признание Хакона IV Папой Римским состоялось лишь в 1247 году).

### Раннее правление, 1217—1240
В ранние годы правления Хакона IV, в связи с его малолетством, фактическим регентом страны был ярл Скуле Бордссон. Благодаря ему удалось восстановить единство Норвегии и подавить сопротивление враждующих дворянских партий, однако возникшие разногласия с королём привели к восстанию — в 1239 году ярл Скуле провозгласил себя единоличным правителем и короновался в Тронхейме. Восстание было подавлено, а сам Скуле Бордссон убит в 1240 году, после чего власти Хакона IV больше ничего не угрожало. Приобщив к правлению своего сына Хакона Молодого, он стал править Норвегией самостоятельно.

### Самостоятельное правление, 1240—1263
Правление Хакона IV считается своего рода «золотым веком» Норвегии. В этот период был основан королевский совет, к королевству оказались присоединены Исландия, Гренландия и часть исконно датских земель. Развивалась внешняя торговля, в частности, с Англией. Кроме того, король был известен как покровитель искусств.
Согласно Матвею Парижскому, в 1251 году, после смерти Фридриха II, Папа Римский Иннокентий IV предложил имперский трон Хакону, но тот отклонил предложение, так как не хотел быть инструментом Папы в борьбе со Штауфенами.
Примерно в 1251 году Хакон IV заключил договор с князем новгородским Александром (Невским) об урегулировании пограничных споров и разграничении сбора дани с огромной территории, на которой проживали корелы и саамы.
Позднее правление Хакона IV отмечено обострением отношений с Шотландией и началом Шотландско-норвежской войны за контроль над Гебридскими островами. В ходе противостояния норвежская армия потерпела поражение при Ларгсе, фактически решившее исход конфликта в пользу Шотландии. Внезапная смерть Хакона IV на Оркнейских островах 16 декабря 1263 года также способствовала успеху шотландцев и привела к потере Норвегией спорных территорий.

## Семья и дети
От внебрачной связи с Кангой Молодой у него были сын и дочь:
- Сигурд (ум. 1252)
- Сесилия (ум. 1248), 1-й муж — лендманн Грегориус Андрессон (племянник короля Филиппа Симонссона; ум. 1248), 2-й муж — Харальд Олафссон (ум. 1248), король Мэна и Островов (1237—1248)

25 мая 1225 года он женился на Маргрете Скулесдоттер (1208—1270), старшей дочери ярла Скуле Бордссона и Рагнфрид Йонсдоттер. Дети:
- Олав (род 1226), умер в младенчестве
- Хакон Молодой (1232—1257), соправитель отца и король Норвегии (1240—1257), был женат на Рикице Биргерсдоттир (ок. 1237—1288), дочери шведского ярла Биргера Магнуссона
- Кристина (1234—1262), жена с 1258 года инфанта Филиппа Кастильского (1231—1274), брата короля Альфонсо X
- Магнус VI Лагабете (1238—1280), соправитель отца и король (1257—1263), единоличный король Норвегии (1263—1280). Был с 1261 года женат на Ингеборге Датской.

## Образ в искусстве

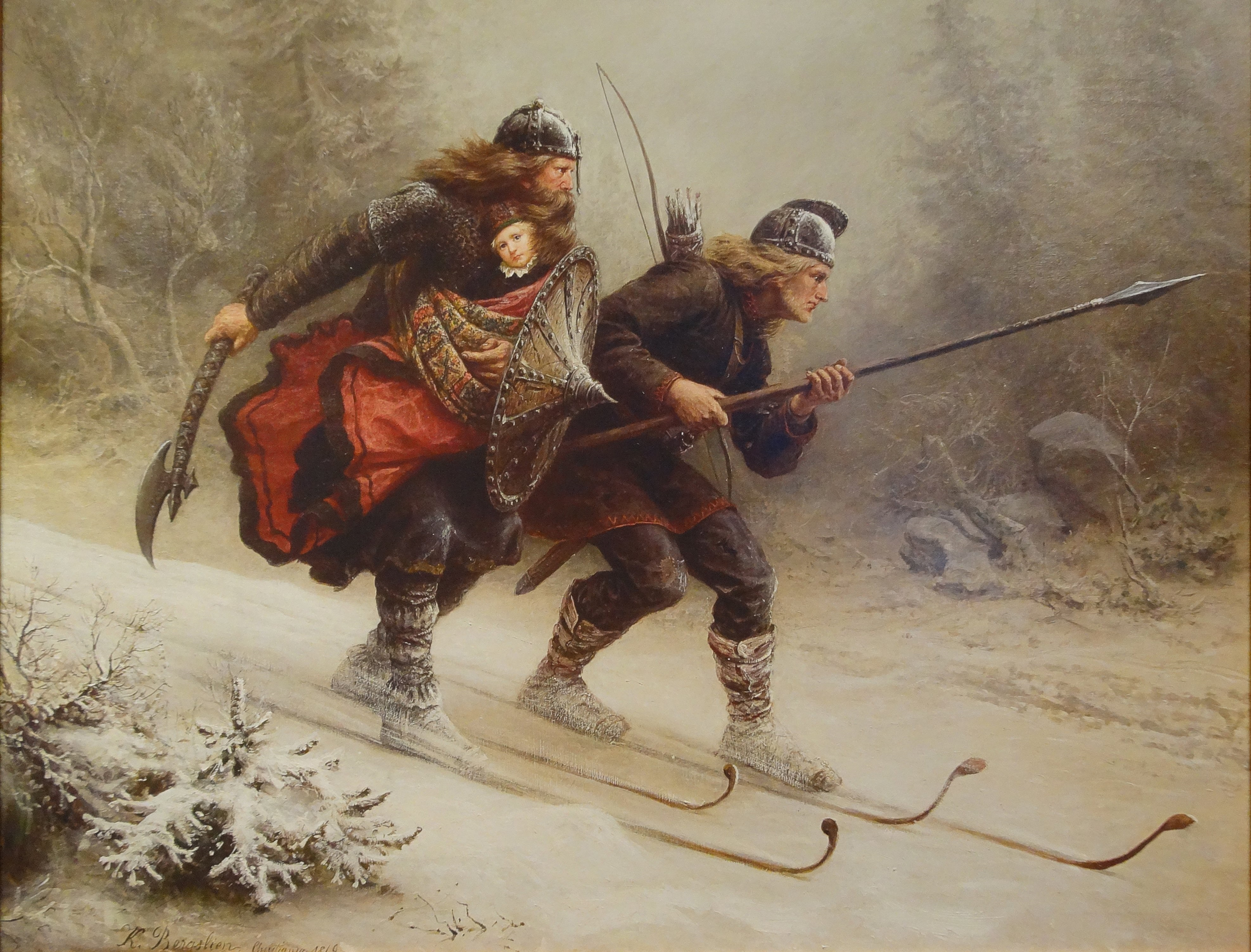
Кнуд Бергслин. «Биркебейнеры Торстейн Скевла и Скьервальд Скрукка спасают на лыжах будущего короля Норвегии Хокона IV Хоконссона». 1869 г.

- Исландский писатель XIII века Стурла Тордарсон составил «Сагу о Хаконе Старом», которая считается одной из наиболее значительных «саг о королях». Перед Стурлой стояла непростая задача: он был врагом Хакона IV, который, в частности, приказал убить его дядю Снорри Стурлусона, но король Магнус явно хотел получить апологетическое произведение и выступить в роли цензора. В этих условиях
- Хакон (Гокон) — главный персонаж пьесы Генрика Ибсена «Борьба за престол». Основная идея короля — сильная, объединённая страна. Его конкурент Ярл Скуле предстаёт честолюбцем, стремящимся занять трон из тщеславия. Хакон жертвует всем ради родины, для Ибсена он — сын Божий на земле.
- В художественном фильме «Биркебейнеры» (Birkebeinerne) — режиссёр Нильс Гауп (Норвегия, 2016) (другое название фильма — «Последний король») повествуется о том, как Хакон IV, будучи ещё младенцем, был спасён биркебейнерами от покушавшихся на его жизнь баглеров.